# Marine militaire yougoslave
Pour les articles homonymes, voir JRM.
La Marine militaire yougoslave (Jugoslavenska ratna mornarica ou JRM) a été la marine de la Yougoslavie communiste entre 1945 et 1992.

## Histoire

### Contexte

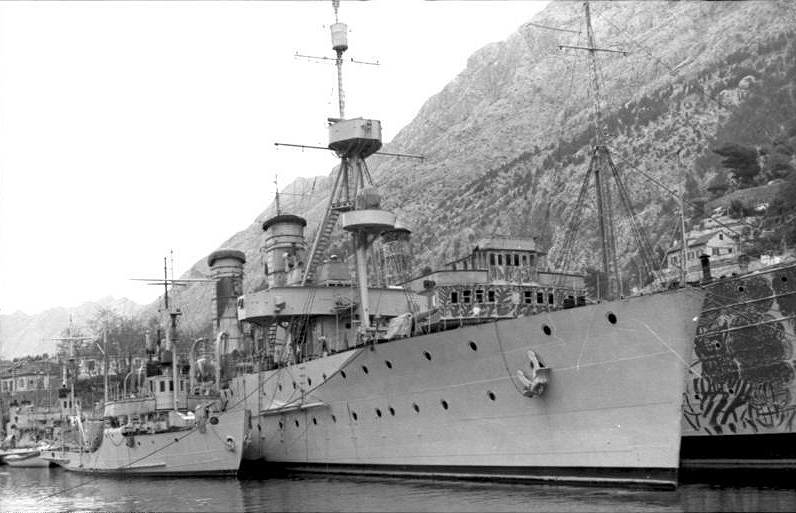
Le croiseur léger Dalmacija (à droite), ex-Niobe de la Kaiserliche Marine.

La Marine royale yougoslave est formée en 1918 à partir d'unités de la Marine austro-hongroise dissoute, dont les équipages à majorité croate avaient pris le contrôle et que l'empereur d'Autriche-Hongrie avait cédé, avec la flotte marchande et tous les ports, arsenaux et fortifications côtières de son Empire, au Conseil du Peuple du nouvel État des Slovènes, Croates et Serbes qui venait de naître à Zagreb. Des notes diplomatiques avaient alors été remises aux gouvernements français, britannique, italien, américain et russe pour indiquer que l'État des SCS n'était en guerre avec aucun d'entre eux et que le Conseil avait pris le contrôle de la flotte austro-hongroise.
Mais les Alliés de la Première Guerre mondiale n'en tiennent pas compte et ne laissent à la Yougoslavie naissante (qui n'adoptera ce nom qu'en 1926) qu'un petit nombre d'unités, la plupart des autres allant à la marine italienne. La marine royale yougoslave se renforce ensuite d'unités attribuées par le Traité de Versailles, comme le Niobe, mais ne peut faire face à l'invasion germano-italienne de 1941 : la plupart des unités sont détruites et celles qui restent sont attribuées à l'Italie fasciste.

### Marine militaire yougoslave
La refondation de la Marine militaire yougoslave commence durant la Seconde Guerre mondiale, le 10 septembre 1942 dans le port dalmate de Podgora près de Split. La nouvelle marine populaire yougoslave récupère d'abord diverses embarcations prises aux occupants italiens et armées par les partisans communistes de Josip Broz Tito, puis, au Traité de paix de Paris de 1947, quelques unités rendues ou cédées par la marine italienne, dont le croiseur auxiliaire RAMB III dont Tito fit son yacht présidentiel.
La marine populaire yougoslave participa au  Front yougoslave de la Seconde Guerre mondiale contre la marine italienne (1942-1943) puis contre la marine allemande (1943-1945), puis opéra surtout en mer Adriatique (1945-1991) ; son amirauté était établie à Split. Elle comprenait aussi des escadres fluviales sur le Drave et le Danube, et lacustres sur les lacs de Scutari, d'Okhrid, de Prespa et de Doïran.
Lors des guerres de dislocation de la Yougoslavie elle reçut du gouvernement de Belgrade l'ordre de bloquer les côtes de la Croatie qui venait de faire sécession (du point de vue fédéral), de miner les ports dalmates et d'assiéger Dubrovnik, mais la plupart des équipages étant croates, ils se mutinèrent et la Marine populaire se disloqua à son tour : la plus grande partie des unités prirent le pavillon croate, quelques-unes se réfugièrent dans les bouches de Kotor où elles prirent successivement les pavillons de la nouvelle Yougoslavie, devenue en  2003 Serbie-et-Montenegro, puis, depuis 2006, celui du Monténégro.